# كلوستريديوم مفسخ
مطثية مُفسِّخة أو كلوستريديوم مُفسِّخ  (الاسم العلمي:Clostridium putrefaciens) هي نوع من البكتيريا تتبع جنس المطثية من فصيلة نظيرات المطثية.